# The Conflict
The Conflict er en amerikansk stumfilm fra 1916 af Ralph Ince.

## Medvirkende
- Lucille Lee Stewart som Madeleine Turner
- Jessie Miller som Jeanette Harcourt
- Huntley Gordon som Henry Mortimer
- Wilfred Lytell som Paul Moraunt
- Frank Currier som John Turner